# تمدن ایران ساسانی
تمدن ایران ساسانی اثر ایرانشناس روسی ولادیمیر گریگورویچ لوکونین است. این کتاب در مورد تاریخ و فرهنگ و تمدن ایران ساسانی در فاصلهٔ سده‌های سوم تا پنجم میلادی است. مبنای این کتاب به‌طور عمده کتیبه‌های متعلق به آغاز شاهنشاهی ساسانیان و مآخذ مربوط به کیش و آئین آنان و آثار فرهنگی نگاشته شده‌است. در کتاب از مآخذ فرهنگ ایران در روزگار ساسانیان و بنیاد دولت ساسانی و پیدایش آئین رسمی کشور و لشکرکشی‌های شاپور یکم و نیز از نقش‌های صخره‌ها، ظرف‌ها و سکه‌های ساسانی به تفصیل سخن رفته‌است
تمدن ایرانی با توجه به دستاوردهای برجسته درمعماری هنر و فلسفه تاثیر زیادی بر فرهنگ های دیگر گذاشته است.
همچنین در این کتاب مجموعهٔ سکه‌های ساسانی متعلق به موزه آرمیتاژ در لنینگراد و موزه تاریخ در مسکو که غنی‌ترین مجموعهٔ سکه‌های ساسانی در جهان است، پژوهش و بررسی شده‌است.

## منبع
- لوکونین، ولادمیر گریگورویچ (۱۳۵۰). تمدن ایران ساسانی ‌. ترجمهٔ عنایت‌الله رضا. تهران: بنگاه ترجمه و نشر کتاب.